# Paul Frangenheim
Paul Frangenheim (* 4. Juli 1876 in Bochum; † 28. Oktober 1930 in Köln) war ein deutscher Chirurg.

## Leben
Frangenheim studierte an den Universitäten Bonn und Berlin Medizin. 1903 wurde er unter Ernst von Bergmann mit einer Arbeit  promoviert. Er wechselte an die Albertus-Universität Königsberg, wo er unter Erich Lexer 1908 im Fachgebiet Chirurgie habilitiert wurde. 1911 folgte er Lexers Nachfolger Erwin Payr nach Leipzig. 1913 ging Frangenheim nach Köln, wo er 1919 zum ordentlichen Professor berufen und als Nachfolger von Otto Tilmann zum Direktor der Chirurgischen Universitätsklinik im Städtischen Augusta-Hospital ernannt wurde. Er leitete die Klinik bis 1930, als er im Alter von nur 54 Jahren an den Folgen einer Infektion starb. Sein zweiter Sohn, Hans Frangenheim, wurde später zu einem bedeutenden deutschen Gynäkologen.
Frangenheim ist im Familiengrab auf dem Kölner Melaten-Friedhof begraben.

## Wirken
Wissenschaftlich befasste sich Frangenheim besonders mit Erkrankungen des Skeletts, aber auch urologischen Fragestellungen, wie dem Kryptorchismus (Leistenhoden) und veröffentlichte eine spezielle Technik der Nephropexie zur Behandlung der Wanderniere. Die Goebell-Stoeckel-Frangenheim Operation zur Behandlung der weiblichen Harninkontinenz wurde nach ihm, dem Chirurgen Rudolf Goebell und dem Gynäkologen Walter Stoeckel benannt. Damit setzte er die urologisch-chirurgische Tradition von Bernhard Bardenheuer fort, der in Köln am 13. Januar 1887 die erste totale Zystektomie durchgeführt hatte.

## Ehrung
Im Kölner Stadtbezirk Lindenthal wurde das Wirken von Paul Frangenheim durch die Benennung der Frangenheimstraße geehrt.

## Schriften
- Über stieltorquierte Ovarialtumoren., Dissertation. Friedrich-Wilhelms-Universität Berlin, 1903
- Die angeborenen Systemerkrankungen des Skeletts. In: Erg Chir Orth. 4, 1912, S. 90–182.
- Die Krankheiten des Knochensystems im Kindesalter. (= Neue Dtsch Chir. Band 10). Enke Verlag, Stuttgart 1913.
- Ostitis deformans Paget und Ostitis fibrosa Recklinghausen. In: Erg Chir Orth. 14, 1921, S. 1–57.
- mit A. Dietrich: Die Erkrankungen der Brustdrüse. Enke Verlag, Stuttgart 1926.
- mit E. Heller, H. Riese und E. Wehner: Die Chirurgie. Band 6, Teil 1, In: M. Kirschner, O. Nordmann: Die Chirurgie: Eine zusammenfassende Darstellung der allgemeinen und der speziellen Chirurgie. Verlag Urban & Schwarzenberg, Berlin 1927.
- mit A. v Eiselsberg: Chirurgie des Halses und der Brust. (= Handbuch der praktischen Chirurgie. Band 2). Enke Verlag, Stuttgart 1930.